# Ейнар Гауген
Ейнар Інгвальд Гауген ([ˈhaʊɡən]; 19 квітня 1906 — 20 червня 1994) — американський лінгвіст, письменник і професор Університету Вісконсину у Медісоні та Гарвардського університету.

## Біографія
Гауген народився в Су-Сіті, штат Айова, в сім'ї норвезьких іммігрантів із села Оппдал у Треннелагу, Норвегія. Коли він був маленьким, сім'я на кілька років жила в Оппдал, але згодом повернулася до США. Він навчався у коледжі Морнінгсайд у Су-Сіті, але перейшов до коледжу св. Олафа, щоб вчитися в Оле Едварта Роульвага. Він здобув ступінь бакалавра у 1928 році та відразу ж продовжив навчання в аспірантурі зі скандинавських мов під керівництвом професора Джорджа Т. Флома в Університеті Іллінойсу в Урбана-Шампейн, де він здобув ступінь доктора філософії у 1931 році.
У 1931 році Гауген приєднався до викладачів Університету Вісконсуну у Медісоні, де він залишався до 1962 року. 1964 року Віктор С. Томас призначив його професором скандинавістики та лінгвістики у Гарвардському університеті, він працював там до свого виходу на пенсію у 1975 році. Гауген очолював Лінгвістичне товариство Америки, Американське діалектне товариство та Товариство сприяння скандинавським дослідженням. Гауген також був членом ради редакторів Норвезько-американської історичної асоціації.
У 1972 році він став почесним доктором філософії Норвезького технологічного інституту, який пізніше став частиною Норвезького університету природничих і технічних наук.
Гауген вважається піонером американської соціолінгвістики та є провідним вченим у галузі норвезько-американських студій, зокрема давньоскандинавської мови. Мабуть, його найважливішою роботою була «Норвезька мова в Америці: Дослідження двомовної поведінки» (ISBN 0-253-34115-9). Окрім кількох важливих праць у цих галузях, він написав авторитетну працю про діалект своєї батьківщини Оппдал і книгу під назвою «Екологія мови», з якою він започаткував нову галузь лінгвістики, пізніше названу еколінгвістикою. Ейнар Гауген також автор «Норвезько-англійського словника» (Norsk engelsk ordbok) (ISBN 0-299-03874-2).
Його останньою книгою була біографія норвезького скрипаля-віртуоза Уле Булля, написана у співавторстві з його донькою Каміллою Кай.

## Пам'ять
Норвезько-американська історична асоціація заснувала Меморіальну стипендію Ейнара та Еви Лунд Гаугенів на честь Ейнара Гаугена та його дружини Еви Лунд Гауген (1907—1996). Крім того, Бостонський відділ Американо-скандинавського фонду проголосував за заснування премії Ейнара та Еви Гауген. Премію щорічно присуджують студентам або аспірантам за досягнення в галузі скандинавських мов і літератури Гарвардського університету.

## Вибіркова бібліографія
- Voyages to Vinland: The First American Saga (1942)
- Spoken Norwegian (1946)
- The Norwegian Language in America: A Study in Bilingual Behavior (1953)
- Bilingualism in the Americas (1956)
- The Semantics of Icelandic Orientation (1957)
- Language Conflict and Language Planning: The Case of Modern Norwegian (1966)
- Studies by Einar Haugen: Presented on the Occasion of his 65th birthday (1971)
- The Ecology of Language: Language Science and National Development (1972)
- Norwegian-English Dictionary: A Pronouncing and Translating Dictionary of Modern Norwegian (1974)
- The Scandinavian Languages: An Introduction to Their History (1976)
- Bibliography of Scandinavian Languages and Linguistics 1900-70 (1974)
- Scandinavian Language Structures (1982)
- Blessings of Babel: Bilingualism and Language Planning (1987)
- Immigrant Idealist: A Literary Biography of Waldemar Ager, Norwegian American (1989)
- Ole Bull: Norway's Romantic Musician and Cosmopolitan Patriot (1993)

## Додаткова література
- Lovoll, Odd S. (1999) The History of the Norwegian-American People (Minneapolis, MN: University of Minnesota Press)
- Gulliksen, Øyvind Tveitereid (2004) Twofold Identities: Norwegian-American Contributions to Midwestern Literature (New York City: Peter Lang Publishing Co.) ISBN 9780820462301